# Fanbyn, Bräcke kommun
Fanbyn är en småort i Bräcke kommun i Jämtlands län belägen i Sundsjö distrikt (Sundsjö socken) vid västra stranden av Sundsjön.